# تاد تورس
تاد تورس (به انگلیسی: Todd Torres) (زادهٔ ۱۱ ژوئن ۱۹۶۸) شناگر اهل پورتوریکو است.